# فرنسيسكو غالاردو
فرنسيسكو غالاردو (بالإسبانية: Paco Gallardo) (13 يناير 1980 في إسبانيا - ) هو لاعب كرة قدم إسباني في مركز الوسط. شارك مع منتخب إسبانيا تحت 17 سنة لكرة القدم ومنتخب إسبانيا تحت 18 سنة لكرة القدم ومنتخب إسبانيا تحت 21 سنة لكرة القدم. أما مع النوادي، فقد لعب مع إشبيلية أتلتيكو وديبورتيفو لاكورونيا وريال مورسيا وفيتوريا دي غيماريش ونادي إشبيلية ونادي خيتافي ونادي ديوسجوري ونادي هويسكا وبوشكاش أكاديميا.

## وصلات خارجية
- فرنسيسكو غالاردو على موقع الاتحاد الدولي (مؤرشف)  (الإنجليزية)
- فرنسيسكو غالاردو على موقع قاعدة بيانات كرة القدم.إي يو (الإنجليزية)
- فرنسيسكو غالاردو على موقع Soccerway.com (الإنجليزية)